# Wiesen-Platterbse
Die Wiesen-Platterbse (Lathyrus pratensis), auch zu einfach Wicke genannt, ist eine Pflanzenart aus der Gattung Platterbsen (Lathyrus) innerhalb der Familie der Hülsenfrüchtler (Fabaceae).

## Beschreibung

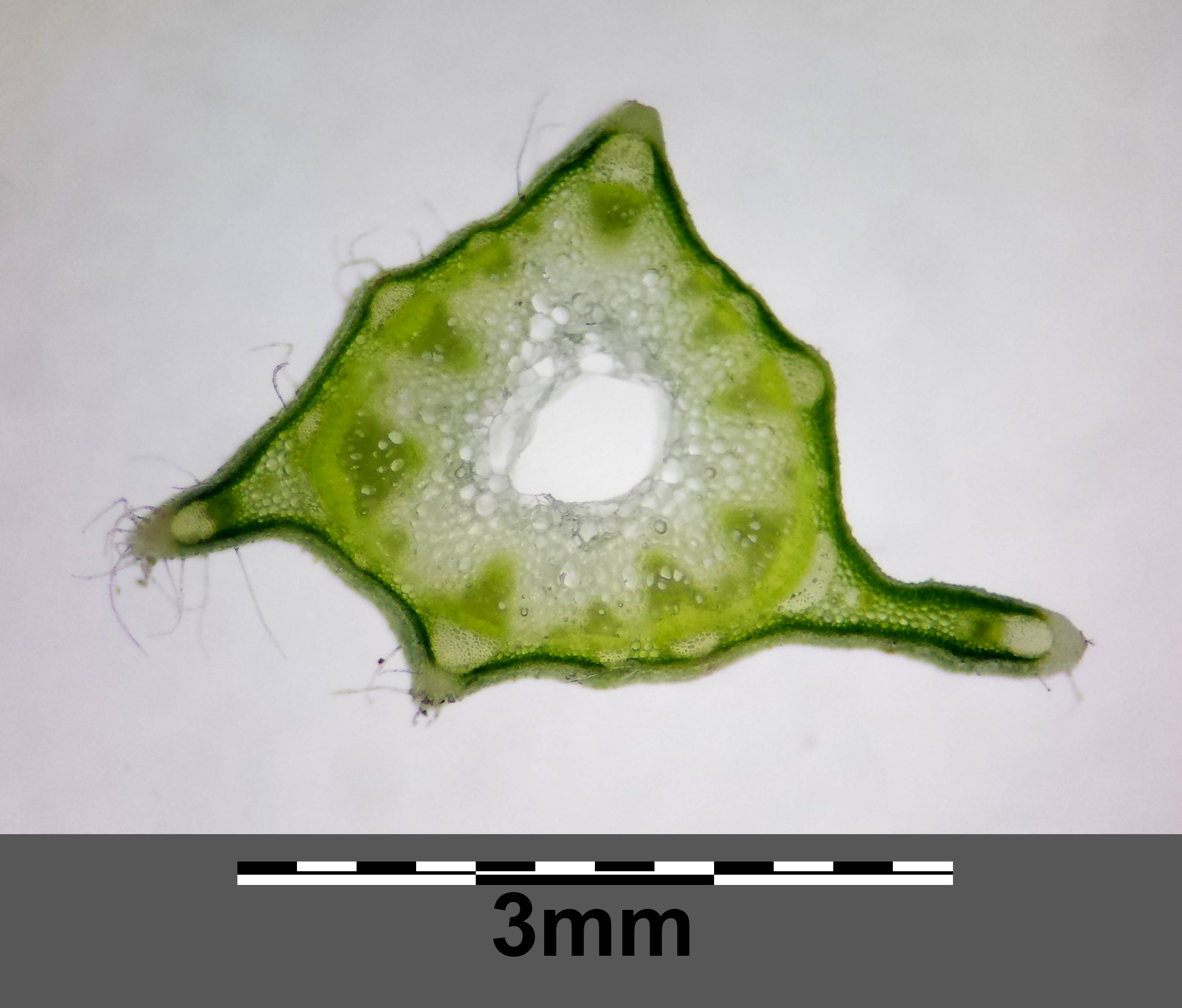
Der Stängel (hier im Querschnitt) ist vierkantig und schmal geflügelt.

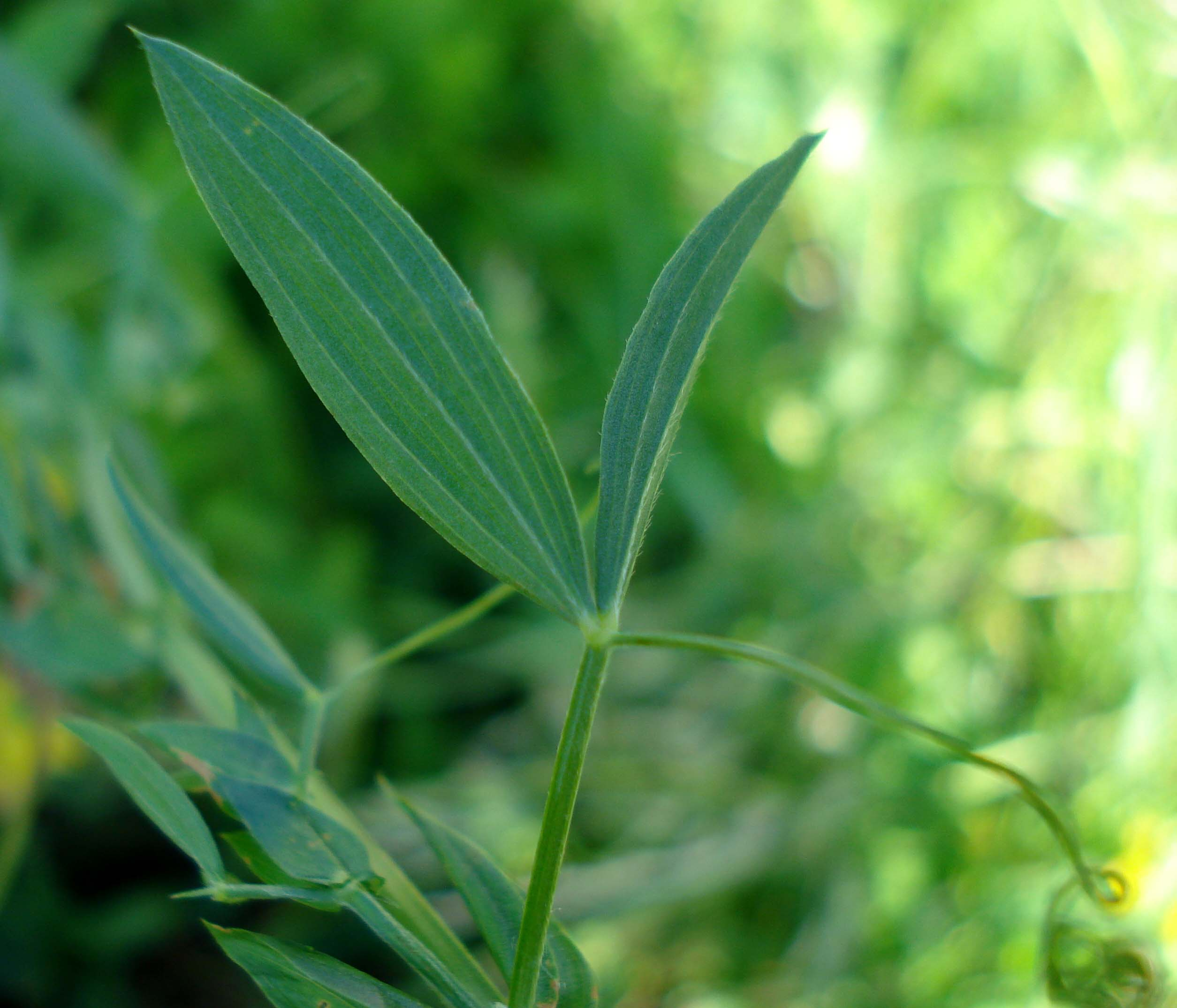
Laubblatt mit Ranke

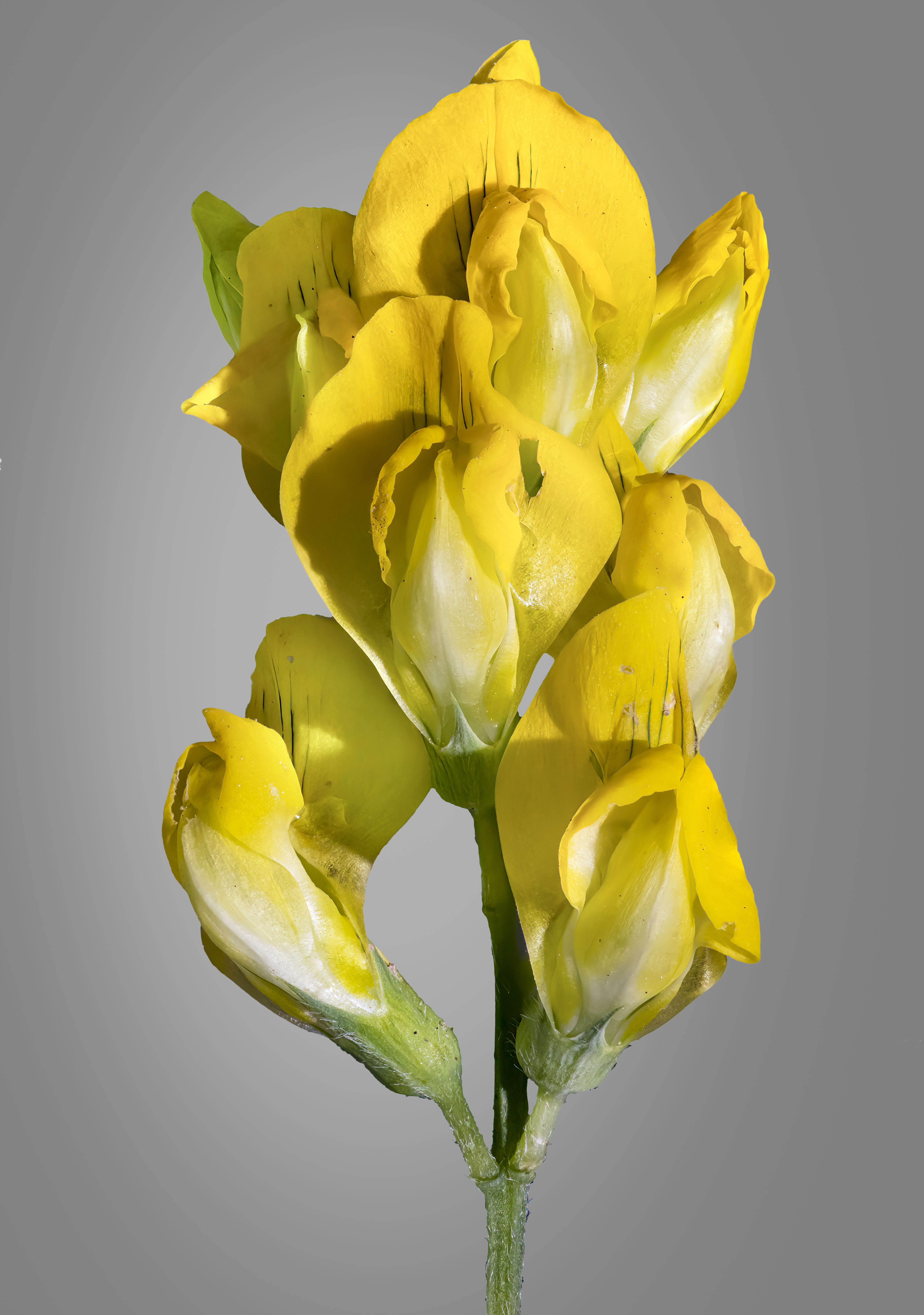
Blütenstand mit zygomorphen Blüten

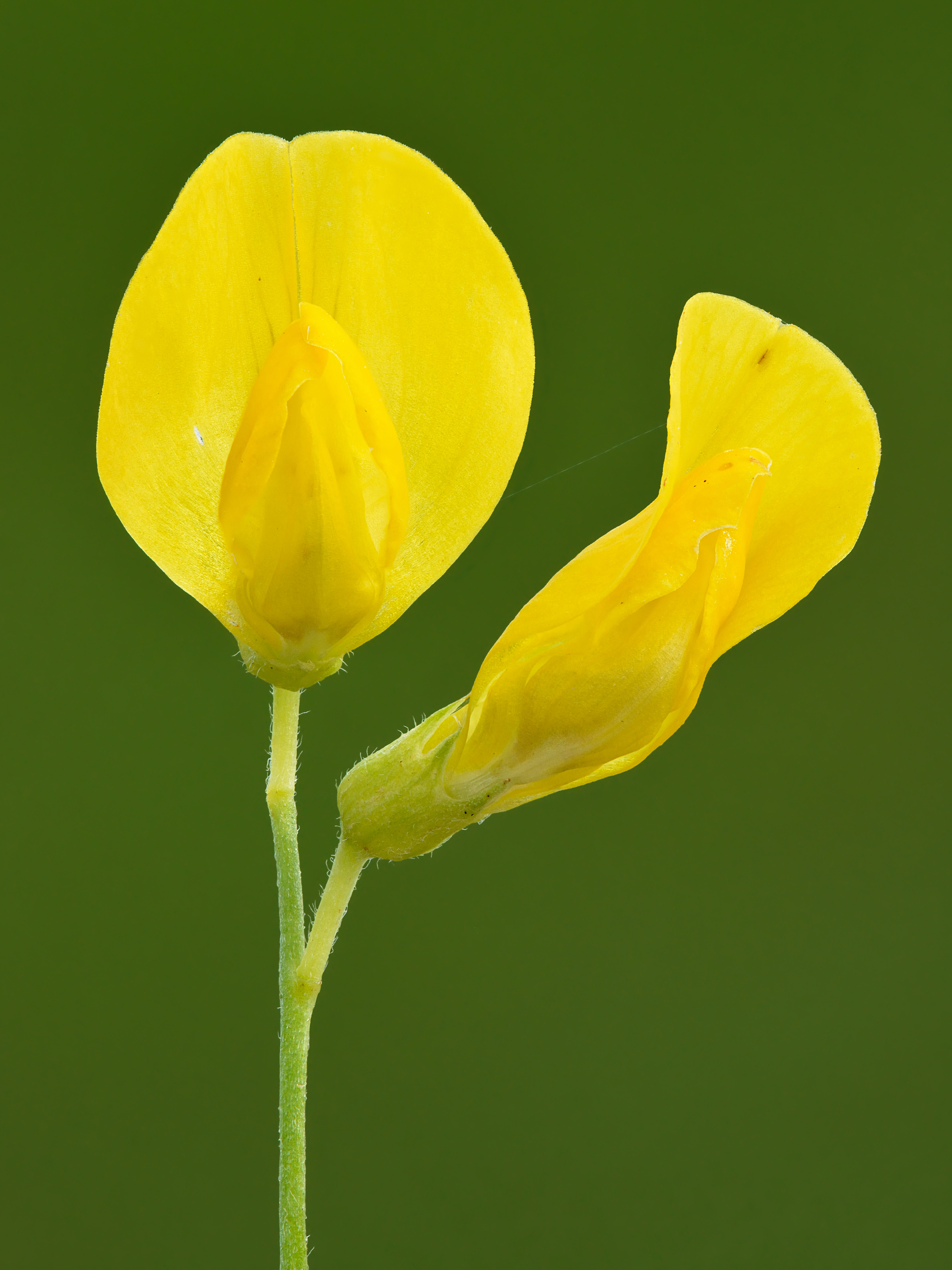
Zygomorphe Schmetterlingsblüte

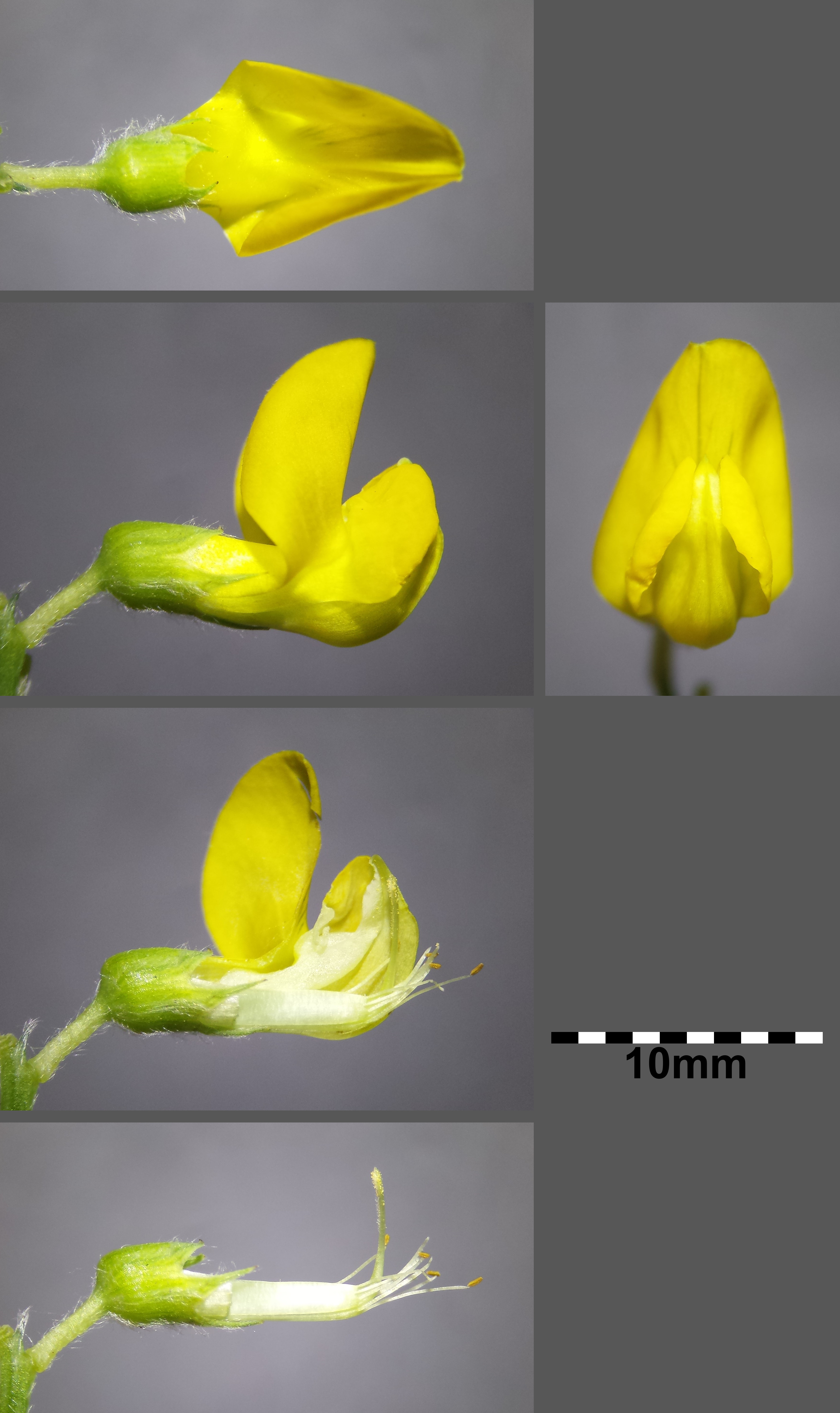
Blüte, unten geöffnet und Staubfädenröhre sichtbar

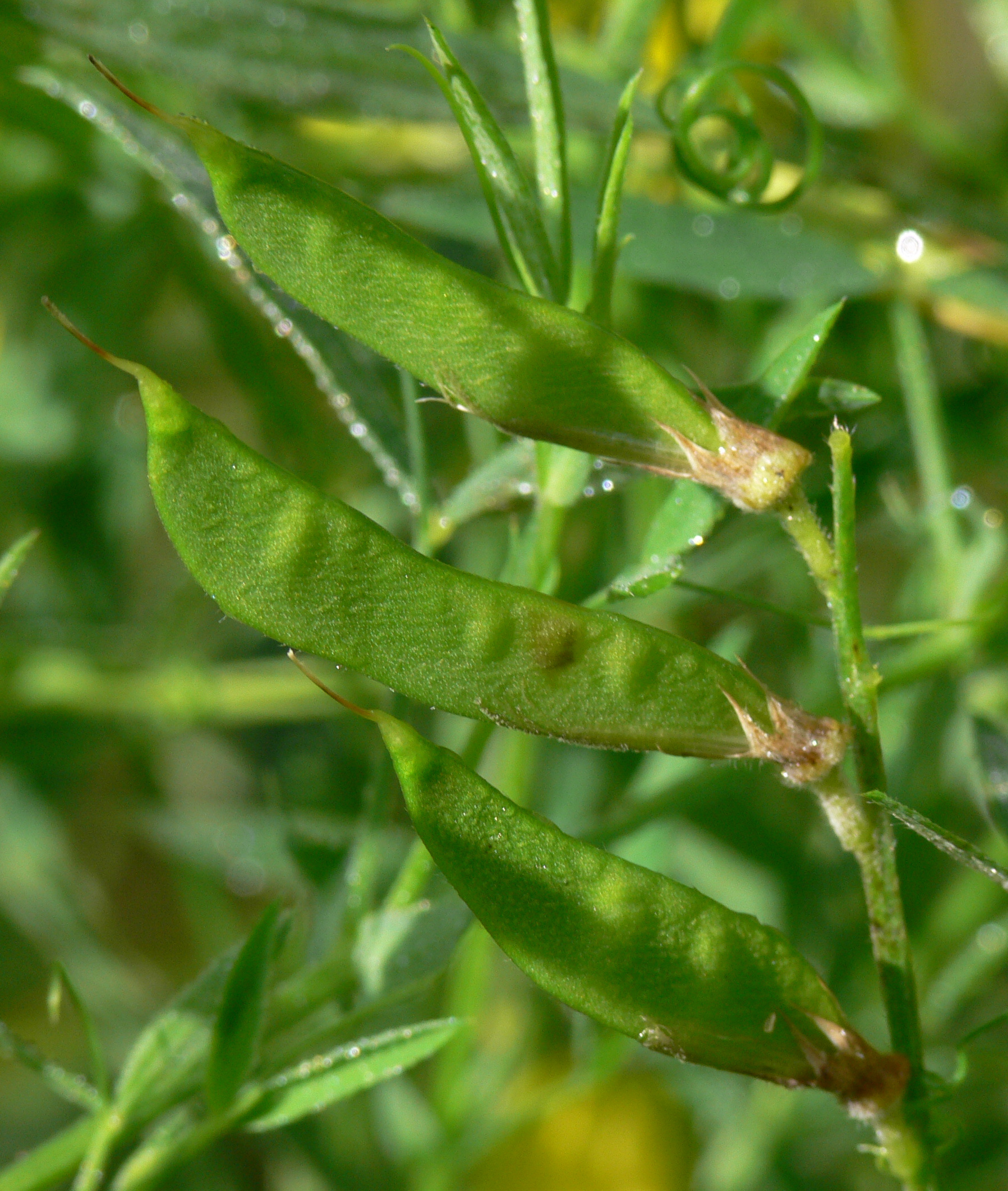
Unreife Hülsenfrüchte

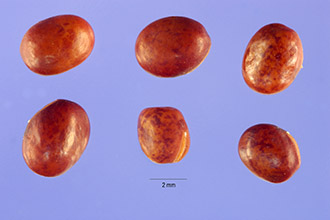
Samen

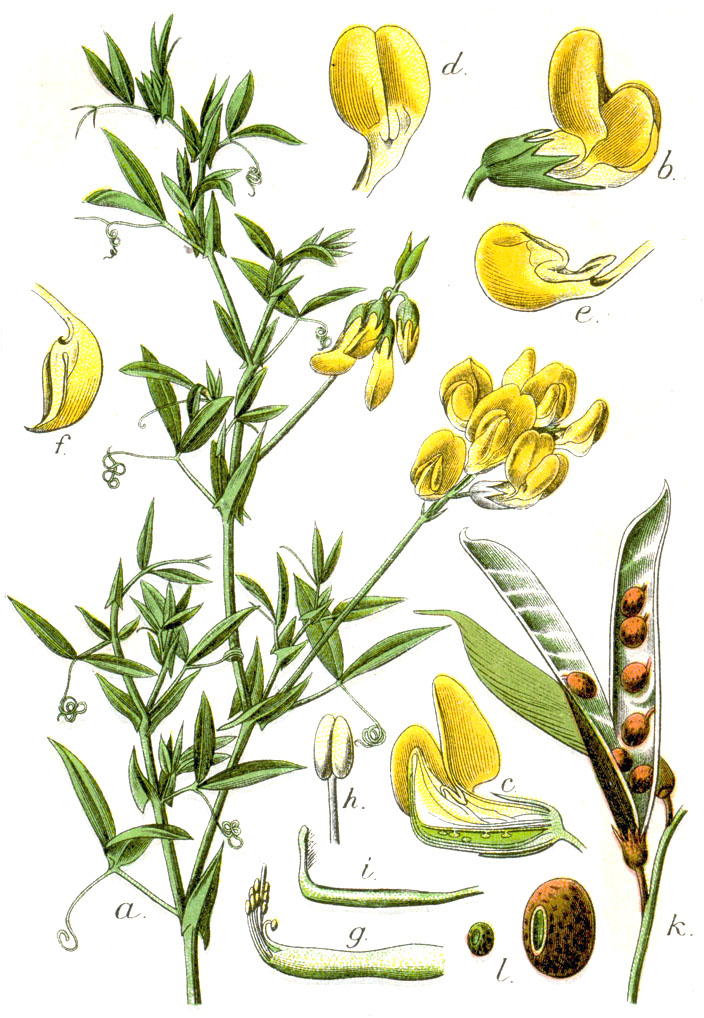
Illustration aus Sturm: Deutschlands Flora in Abbildungen

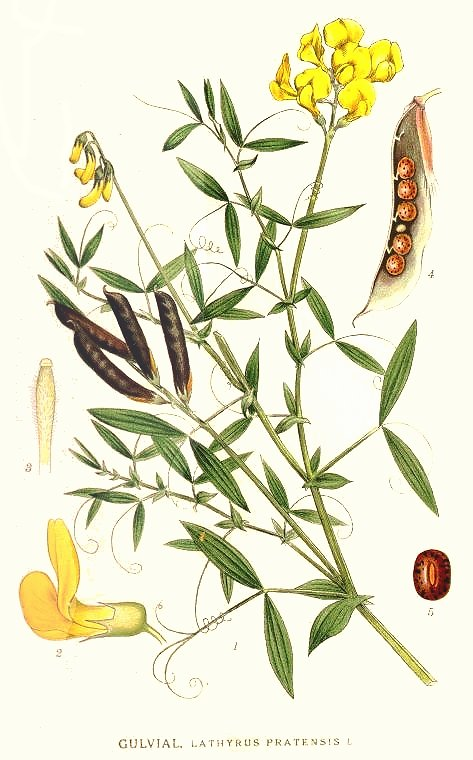
Illustration aus Bilder ur Nordens Flora

### Erscheinungsbild und Blatt
Die Wiesen-Platterbse wächst als sommergrüne, ausdauernde, krautige Pflanze und erreicht Wuchshöhen von 30 bis 60, selten bis zu 120 Zentimetern. Es werden Rhizome gebildet. Die oberirdischen Pflanzenteile sind kahl bis zerstreut behaart (Indument). Sie besitzt oft mehrere, aufsteigende oder kletternde, vierkantige Stängel, die oft stark verzweigt und ungeflügelt sind.
Die wechselständig am Stängel angeordneten Laubblätter sind in Blattstiel und Blattspreite gegliedert. Der Blattstiel ist 7 bis 30 Millimeter lang. Die gefiederte Blattspreite bestehen aus nur einem einzigen Paar Fiederblättchen und einer endständigen meist einfachen oder selten verzweigten (zweigabeligen) Ranke. Die zwei kahlen bis dicht flaumig behaarten Fiederblättchen sind bei einer Länge von 10 bis 30 (5 bis zu 60) Millimetern sowie einer Breite von 2 bis 9, selten bis zu 13 Millimetern linealisch-lanzettlich bis lanzettlich oder elliptisch bis eiförmig mit meist spitzem, manchmal zugespitztem oder selten stumpfem und bespitztem oberen Ende. Oft sind die Fiederblätter auf der Unterseite deutlich parallel mehr- und längsnervig. Die Nebenblätter sind bei einer Länge von meist 10 bis 30 (5 bis 45) Millimetern sowie einer Breite von meist 3 bis 6 (2,3 bis 15) Millimetern linealisch bis lanzettlich, selten eiförmig oder pfeilförmig und nur wenig kleiner und von vergleichbarer Form wie die Fiederblättchen.

### Blütenstand und Blüte
Die Blütezeit reicht in Europa und China von Juni bis August. Der flaumig behaarte Blütenstandsschaft ist mit einer Länge von selten 2,4 bis, meist 6 bis 16 Zentimetern viel länger als das darunterliegende Blatt. In einem traubigen Blütenstand, der so lang ist wie das darunter liegende Blatt, befinden sich meist fünf bis zehn (zwei bis zwölf) Blüten. Das früh abfallende Tragblatt ist bei einer Länge von bis zu 3 Millimetern linealisch-lanzettlich. Der meist aufrechte Blütenstiel ist 3 bis 5,5 Millimeter lang und angedrückt gelblich behaart.
Die zwittrigen Blüten sind bei einer Länge von 10 bis 16, selten bis zu 18 Millimetern zygomorph und fünfzählig mit doppelter Blütenhülle. Die fünf kahlen oder flaumig behaarten, meist 6 bis 9 (4,5 bis 10) Millimeter langen, ungleichen Kelchblätter sind glockenförmig zu einer 2 bis 4 Millimeter langen Kelchröhre verwachsen. Der Kelch besitzt 25 bis 35 Nerven. Die fünf Kelchzähne enden spitz und so lang bis länger wie die Kelchröhre. Die oberen Kelchzähne sind bei einer Länge von 2 bis 4, selten bis zu 5 Millimetern sowie einer Breite von 1 bis 2 Millimetern dreieckig oder lanzettlich. Die mittleren Kelchzähne sind bei einer Länge von selten 2,3 bis, meist 3 bis 5 Millimetern sowie einer Breite von 0,8 bis 1,5 Millimetern dreieckig oder lanzettlich. Die unteren Kelchzähne sind bei einer Länge von 3,3 bis 6,5 Millimetern sowie einer Breite von 1 bis 1,7, selten bis zu 2 Millimetern linealisch-lanzettlich. Die Blütenkrone ist etwa gleich lang wie der Blütenkelch. Die fünf kräftig gelben Kronblätter bilden die typische Form der Schmetterlingsblüte. Die bei einer Länge von 12 bis 20 Millimetern sowie einer Breite von 6,5 bis 13 Millimetern spatelförmige Fahne besitzt eine kreisförmige Platte mit violetten Nerven sowie einen Nagel und ist bewimpert. Die Flügel sind mit einer Länge von 1 bis 16 Millimetern sowie einer Breite von 3,5 bis 5,5, selten bis zu 7 Millimetern etwas kürzer als die Fahne. Das Schiffchen ist bei einer Länge von 10 bis 13 Millimetern sowie einer Breite von 2,5 bis 4 Millimetern sichelförmig. Die Staubfadenröhre ist mit einer Länge von 8,5 bis 10 Millimetern gleich bis 1,5-mal oder selten doppelt so lang wie der Blütenkelch. Die Staubbeutel sind 0,5 bis 0,7 Millimeter lang. Das einzige Fruchtblatt ist meist flaumig behaart, seltener kahl und drüsig, Der bei einer Länge von 3,3 bis 4,5 Millimetern längliche Griffel ist im oberen Bereich etwas verbreitert, er ist nicht gedreht und bis über die Mitte hinab bärtig.

### Frucht und Samen
Die meist kahle, bei Reife schwarze Hülsenfrucht ist bei einer Länge von meist 2,5 bis 3,5 (1,9 bis zu 4,5) Zentimetern sowie einer Breite von 4,8 bis 7 Millimetern linealisch oder länglich und flach und enthält selten zwei bis, meist sechs bis zwölf Samen. Die gelben oder braunen bis schwarzen, glatten Samen sind bei einer Länge von 2,5 bis 4,5 Millimetern sowie einem Durchmesser von 2,3 bis 3,8 Millimetern mehr oder weniger kugelig. Das Hilum ist 1,4 bis 1,5 Millimeter lang.

### Chromosomensatz
Der Ploidiegrad Lathyrus pratensis sehr unterschiedlich und es wurde keine Übereinstimmung von morphologischen Merkmalsausprägungen und Ploidiegrad festgestellt. Die Chromosomengrundzahl beträgt x = 7; es liegt beispielsweise Diploidie, Triploidie, Tetraploidie oder Hexaploidie mit einer Chromosomenzahl von 2n = 14, 21, 28 oder 42 vor.

## Ökologie
Bei der Wiesen-Platterbse handelt es sich um einen mesomorphen Hemikryptophyten. Vegetative Vermehrung erfolgt durch lange, unterirdische Ausläufer.
Die Wiesen-Platterbse wurzelt bis 25, selten bis über 100 Zentimeter tief. Als Symbiose beinhalten Wurzelknöllchen das stickstoffbindende Knöllchenbakterium Rhizobium leguminosarum.
Die Bestäubung erfolgt durch Insekten. Blütenökologisch handelt es sich um „Schmetterlingsblumen mit Klappmechanismus“. Der Pollen wird an der Griffelbürste abgelagert. Als „Kraftblumen“ können die Blüten nur von großen Bienen, besonders von Hummeln geöffnet werden.
Die Hülsenfrüchte öffnen sich wie ein typischer Austrocknungsstreuer, also xerochas (Selbstausbreitung). Im reifen Zustand von August bis September färben sich die Hülsenfrüchte schwarz und können deshalb besonders intensiv Wärme aufnehmen. Die Diasporen sind die Samen. Die kugeligen Samen breiten sich als Bodenroller aus; daneben erfolgt oft eine Zufallsausbreitung der Samen durch das Heu usw.
Von Rindern wird die Wiesen-Platterbse meist gemieden, da sie Bitterstoffe enthält. Giftig ist sie aber nicht. Sie ist die bevorzugte Raupenfutterpflanze des Tintenfleck-Weißlings (Leptidea sinapis).
Als Wirtspflanze

Auf der Wiesen-Platterbse werde beispielsweise die Pilze Uromyces pisi, Thecaphora lathyri, Thecaphora hyalina, Peronospora viciae und Erysibe polygoni gefunden.

Auch für zahlreiche spezialisierte Insekten ist die Wiesen-Platterbse eine Wirtspflanze. Als Gallenbildner besonders auffällig sind Gallmilben und die Gallmücken Diplosis bellevoyei, Dasyneura lathyricola, Geocrypta heterophylli und Jaapiella volvens.

Der Rüsselkäfer Hypera pandellei folwacznyi, der nur in einem sehr kleinen Verbreitungsgebiet in der Rhön vorkommt, ist auf die Wiesen-Platterbse als Wirtspflanze spezialisiert.

## Vorkommen
Das Verbreitungsgebiet der Wiesen-Platterbse erstreckt sich über die gemäßigten Gebiete Eurasiens bis in die Subtropen Ostafrikas. Es gibt Fundortangaben für Deutschland, Österreich, Liechtenstein, die Schweiz, Frankreich, Monaco, Korsika, Italien, Sardinien, Sizilien, Malta, Albanien, Bulgarien, Rumänien, Moldawien, Armenien, Aserbaidschan, Georgien, Dagestan, Belarus, die Ukraine, die Krim, das europäische und asiatische Russland, Belgien, Luxemburg, die Niederlande, das Vereinigte Königreich, Irland, Island, Litauen, Lettland, Estland, Dänemark, Schweden, Norwegen, Finnland, Griechenland, Inseln der östlichen Ägäis, die Färöer-Inseln, die ehemalige Tschechoslowakei, das ehemalige Jugoslawien, Polen, Georgien, Ungarn, Portugal, Spanien, die Balearen, Gibraltar, Andorra, Marokko, den Libanon, die Türkei, Syrien, Iran, Irak (dort selten), das südliche Äthiopien, Ciskaukasien, Kasachstan, Kirgisistan, Tadschikistan, Usbekistan, die Kurilen, Afghanistan, die Mongolei, Pakistan, Kaschmir, Indien und die chinesischen Provinzen Gansu, Heilongjiang, Hubei, Qinghai, Shaanxi, Sichuan, Xinjiang sowie Yunnan. Sie ist die in Mitteleuropa am häufigsten vorkommende Lathyrus-Art. In Nordamerika ist Lathyrus pratensis ein eingebürgerter Neophyt; der erste Nachweis beispielsweise in Kanada war 1913.
In den Allgäuer Alpen steigt die Wiesen-Platterbse am Südhang des Kegelkopfs in Bayern bis zu einer Höhenlage von 1800 Metern auf.
Die Wiesen-Platterbse wächst auf nährstoffreichen, nicht zu trockenen Wiesen. Sie gedeiht am besten auf lehmigen und humusreichen Böden. Im pflanzensoziologischen System ist die Wiesen-Platterbse in Mitteleuropa eine Charakterart der Klasse Molinio-Arrhenatheretea, sie kommt aber auch in Pflanzengesellschaften des Verbands Trifolion medii oder des Verbands Polygono-Trisetion vor.
Die ökologischen Zeigerwerte nach Landolt et al. 2010 sind in der Schweiz: Feuchtezahl F = 3+w (feucht aber mäßig wechselnd), Lichtzahl L = 3 (halbschattig), Reaktionszahl R = 3 (schwach sauer bis neutral), Temperaturzahl T = 3+ (unter-montan und ober-kollin), Nährstoffzahl N = 3 (mäßig nährstoffarm bis mäßig nährstoffreich), Kontinentalitätszahl K = 3 (subozeanisch bis subkontinental).

## Taxonomie
Die Erstveröffentlichung von Lathyrus pratensis erfolgte 1753 durch Carl von Linné in Species Plantarum, Tomus II, S. 733. Das Artepitheton pratensis bedeutet „auf Wiesen wachsend“.

## Trivialnamen
Andere deutschsprachige Trivialnamen sind oder waren Honigwicken (Schlesien), Gelber Klee (Bern), Geele Quintches (Ostfriesland), Strümpf (St. Gallen bei Sargans), Schüala (St. Gallen bei Sargans), Gelbe Vogelwicki (Schweiz) und Wie (Schlesien).

## Nutzung
In der Heilkunde wurde früher das „Wickenmehl“ („farina fabarum“) pharmazeutisch verwendet.

## Weiterführende Literatur
- Thomas Jordi, Samuel Wegmüller: Cytogeographische Untersuchungen an Sippen der Wiesen-Platterbse (Lathyrus pratensis L.s.l.). In: Mitteilungen der Naturforschenden Gesellschaft in Bern, Band 41, 1984. doi:10.5169/seals-318498 (PDF).
- Bohumila Voženílková, Milan Kobes, František Klimeš, Bohuslav Čermák, Vlasta Ptáčníková: Das Vorkommen von Mehltaupilz auf der Wiesen-Platterbse (Lathyrus pratensis L.). In: Gesunde Pflanzen, Band 59, 2007, S. 179–182. doi:10.1007/s10343-007-0168-9

- Karte mit allen verlinkten Seiten:
- OSM |
- WikiMap